# Tomorrow (田村由香里單曲)
Tomorrow是日本聲優田村由香里的第15張單曲，由KING RECORDS於2008年12月17日發行，商品編號為KICM-1259（普通版）／KICM-91259（初回限定版）。

## 概要
- 這張單曲和Princess Rose是田村由香里截至2009年4月在Oricon排行榜排行最高的單曲（最高排行第6位）。
- 唱片包裝有兩個版本：初回限定版是田村穿上白色的裙子的照片，普通版則是穿上黑色的裙子的照片。
- 初回限定版附送載有主打歌曲Tomorrow的音樂錄影帶完全版和拍攝花絮。

## 收錄歌曲
1. Tomorrow
  - 作詞：，作曲：野間康介，編曲：太田雅友，弦樂編曲：弦一徹
  - 日本電視台「Poshlet百貨公司深夜店」12月主題曲
  - PSP遊戲「夢幻騎士」主題曲
2. - 作詞：，作曲、編曲：太田雅友
  - 電腦遊戲「Dance×Mixer」主題曲
3. Don't wake me☆Up
  - 作詞：MIZUE，作曲：原一博，編曲：h-wonder
  - 文化放送系電台節目結尾曲